# Пенні Олексяк
Пенні Олексяк (англ. Penny Oleksiak, 13 червня 2000) — канадська плавчиня з українським корінням, що спеціалізується в плаванні вільним стилем та батерфляєм, олімпійська чемпіонка та медалістка, рекордсменка Канади. Перша олімпійська чемпіонка серед спортсменів, які народилися після 2000 року (в багатьох виданнях помилково вказується, як перша олімпійська чемпіонка серед спортсменів, які народилися у ХХІ столітті).
Бронзову олімпійську медаль здобула на Олімпіаді 2016 у Ріо в естафеті 4×100 м вільним стилем. На дистанції 100 м батерфляєм вона здобула срібну медаль, поновивши національний рекорд. На дистанції 100 м вільним стилем Пенні розділила перше місце з американкою Сімон Мануел. Вони встановили олімпійський та рекорд континенту.
Пенні заявила про себе в 2015 році, коли виграла 6 медалей на юніорському чемпіонаті світу.
Старший брат Пенні Джеймі Олексяк грає в НХЛ за «Даллас Старс», також вона має старших сестер Гейлі та Клер. Батьки олімпійської чемпіонки теж спортсмени, причому мати — плавчиня. Плавати дівчина навчилась у басейні сусіда.
Пенні подобається читати, вона захоплюється їздою на велосипеді і любить грати зі своїм собакою Ягром, названим на честь Яромира Ягра та котом Ріо.

## Виноски
1. 1 2  Penny Oleksiak. Swim Canada. Процитовано 9 квітня 2016.
2. ↑  Penny Oleksiak. Canadian Olympic Team Official Website. Процитовано 8 липня 2016.
3. ↑  Плавчиха з українським корінням Пенні Олексяк завоювала четверту медаль Олімпіади-2016 // Газета «Сегодня», 12.08.2016
4. ↑  Канадська плавчиня Олексяк встановила фантастичне досягнення на Олімпіаді-2016 // ТСН, 12.08.2016
5. ↑  Біографія на сайті Національного Олімпійського комітету Канади (англ.)
6. ↑  Manuel and Oleksiak tie for 100m free gold // Reuters. 12.08.2016 (англ.)
7. ↑  Канадська «золота рибка» ХХІ століття // Еспресо ТВ, 12.08.2016